# Leucippo (figlio di Lampro)
Leucippo (in greco antico: Λεύκιππος?, Léukippos) è un personaggio della mitologia greca. Figlia di Galatea e Lampro, a sua volta figlio del nobile Pandione, Leucippo fu cresciuta come un ragazzo dalla madre per salvarla dalle ire del padre e successivamente fu trasformata in un uomo dalla dea Latona.

## Mitologia
Quando Galatea rimase incinta, il marito Lampro pregò gli dei di concedergli un figlio maschio ed ordinò alla moglie di disfarsi nel neonato nel caso fosse femmina. Mentre il marito era al pascolo, Galatea partorì una bambina e, mossa a compassione e spinta da presagi divini, decise di far credere al marito di aver dato alla luce un maschio e per questo diede alla bambina il nome di Leucippo. Giunta la pubertà, Leucippo acquisì grande bellezza e le sue nuove forme tradivano il suo vero sesso, mettendola dunque in pericolo di vita. 
La madre Galatea si recò al tempio di Latona e pregò la dea di trasformare la figlia in un maschio. Citando illustri precedenti come quelli di Tiresia, trasformato da uomo a donna e poi di nuovamente in uomo, oppure quello della fanciulla Cenide, mutatasi nel virile Ceneo il Lapite, Galatea riuscì a persuadere la dea, che  mutò quindi il sesso di Leucippo da femminile a maschile.

## Culto a Creta
Per celebrare la trasformazione miracolosa, gli abitanti di Festo diedero a Latona l'epiteto di Fitia (dal greco φύω, "far crescere"), perché aveva fatto crescere il pene a Leucippo. Stando ad Antonino Liberale, i cretesi stabilirono la festa della Ecdysia (da ἑκδύω, "spogliare"), perché la fanciulla Leucippo si spogliò del peplo per diventare un uomo a tutti gli effetti. Per le donne cretesi divenne quindi una consuetudine sdraiarsi accanto alla statua di Leucippo prima delle nozze.